# ویلینگ (شهرستان دلاویر، ایندیانا)
ویلینگ (به انگلیسی: Wheeling) یک منطقهٔ مسکونی در ایالات متحده آمریکا است که در شهرستان دلاویر، ایندیانا واقع شده‌است. ویلینگ ۲۶۳٫۹۶ متر بالاتر از سطح دریا واقع شده‌است.